# 孟村回族自治县
孟村回族自治县位于沧州市东南，1955年11月24日由盐山、黄骅、沧县部分地区合并建立，是中华人民共和国最早设立的民族自治县之一。自治縣政府駐孟村镇民族街。

## 人口
根据第七次全国人口普查数据，截至2020年11月1日零时，孟村回族自治县常住人口为203507人， 与2010年第六次全国人口普查202571人相比，增加936人，增长0.46%。全县共有家庭户69596户，集体户793户，家庭户人口200713人，集体户人口2794人，平均每个家庭户的人口为2.88人。流动人口27741人，其中跨省流入人口4083人，省内流动人口23658人。

## 地理
全县基本处于渤海滨海平原范围内，地势平坦，海拔平均只有6－10米。年平均气温12.1℃，1月份平均气温-4.7℃，7月份为26.4℃。气候温和。

## 行政区划
孟村回族自治县下辖4个镇、2个乡：
孟村镇、新县镇、辛店镇、高寨镇、宋庄子乡和牛进庄乡。

## 交通
- 338国道过境。
- 京沪高速途径西侧县境，并设置孟村收费站

## 产业
农业生产以发展果树和蔬菜为主，主要为适应干旱的枣和以“天津鸭梨”闻名的梨。